# Acampamento de Desminagem
Acampamento de Desminagem és un documental de Moçambic de 2005 dirigit pel director brasiler Licínio Azevedo.

## Argument
Alguns van combatre en bàndols oposats en la guerra civil de Moçambic. Després de la guerra mostra la vida delscivils per als quals el treball de desminatge era una alternativa a l'atur o una vida de crim. Passaven llargs períodes lluny de la família, vivint junts a tendes i plegats tots els dies arriscaven la vida.

## Festivals
- CINEPORT - Festival de Cinema de Países de Língua Portuguesa, Brasil Arxivat 2016-03-04 a Wayback Machine. (2005)

## Premis
- Millor Documental 3.º WECC - World Environmental Education Congress, Itàlia (2005)
- 2n Premi Windows on The World – Festival de Cinema Africà, Àsia i Amèrica Llatina, Itália (2005)
- Millor documental Cinemambiente, Itália Arxivat 2014-07-20 a Wayback Machine. (2005)